# Křížová cesta svatého Petra a Pavla (Prachatice)
Křížová cesta svatého Petra a Pavla je křížová cesta v Prachaticích. Začíná u krajinné památky křemenný val Žižkova skalka a dále se ubírá členitým terénem s výhledem na město ke stejnojmennému hřbitovnímu kostelu. Na cestě se dochovalo deset zastavení s vyobrazením světců ve výklencích. Nechybí ani obraz svatého Jakuba Většího s barokní mušlí s odkazem na gotický chrám v Kostelní ulici v centru města Prachatice. Jednotlivá vyobrazení Kristova utrpení se dochovala v připomínce na Jeruzalém.

## Galerie

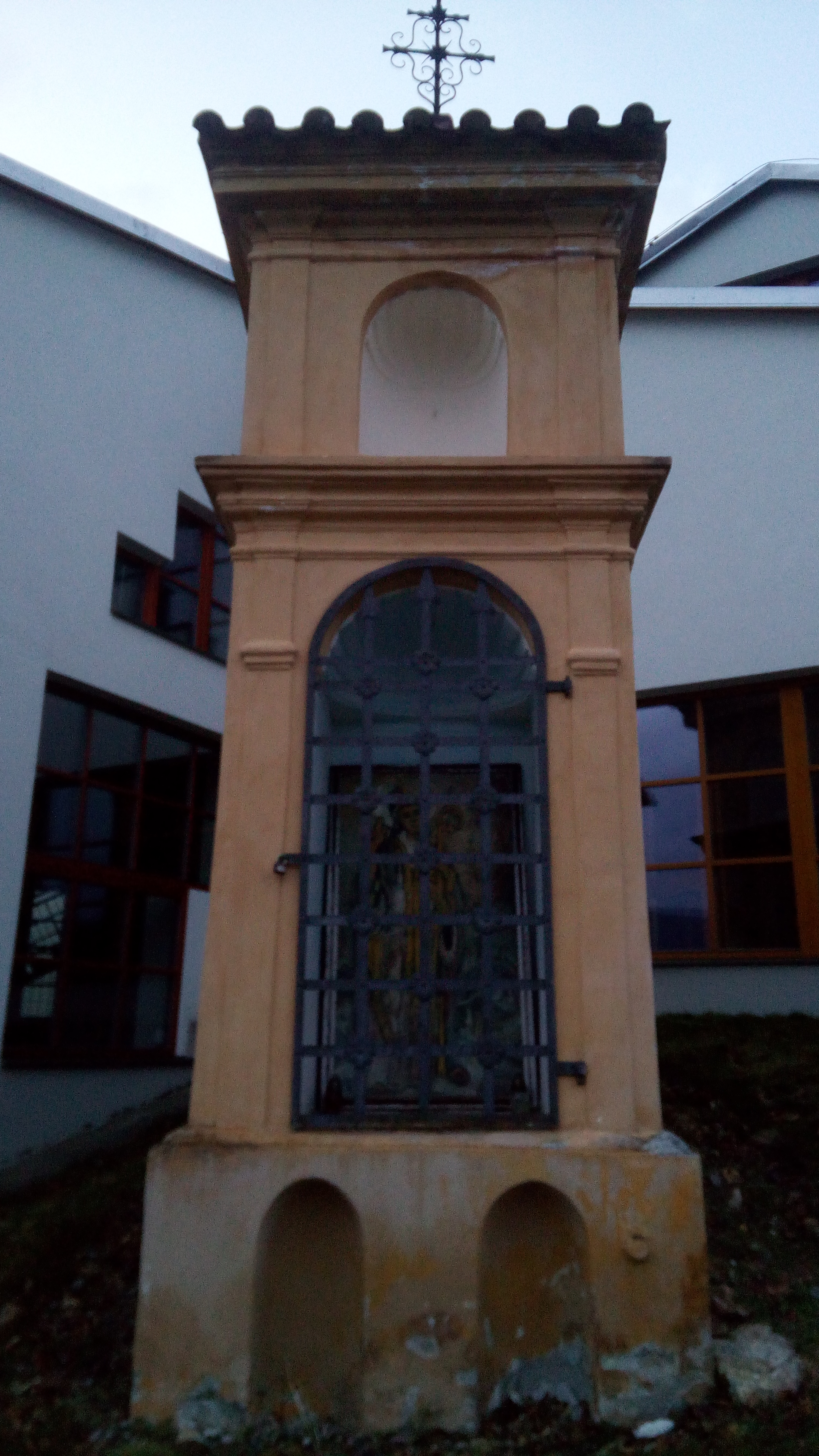
Boží muka II s obrazem svatého Vojtěcha od Cyrila Chramosty
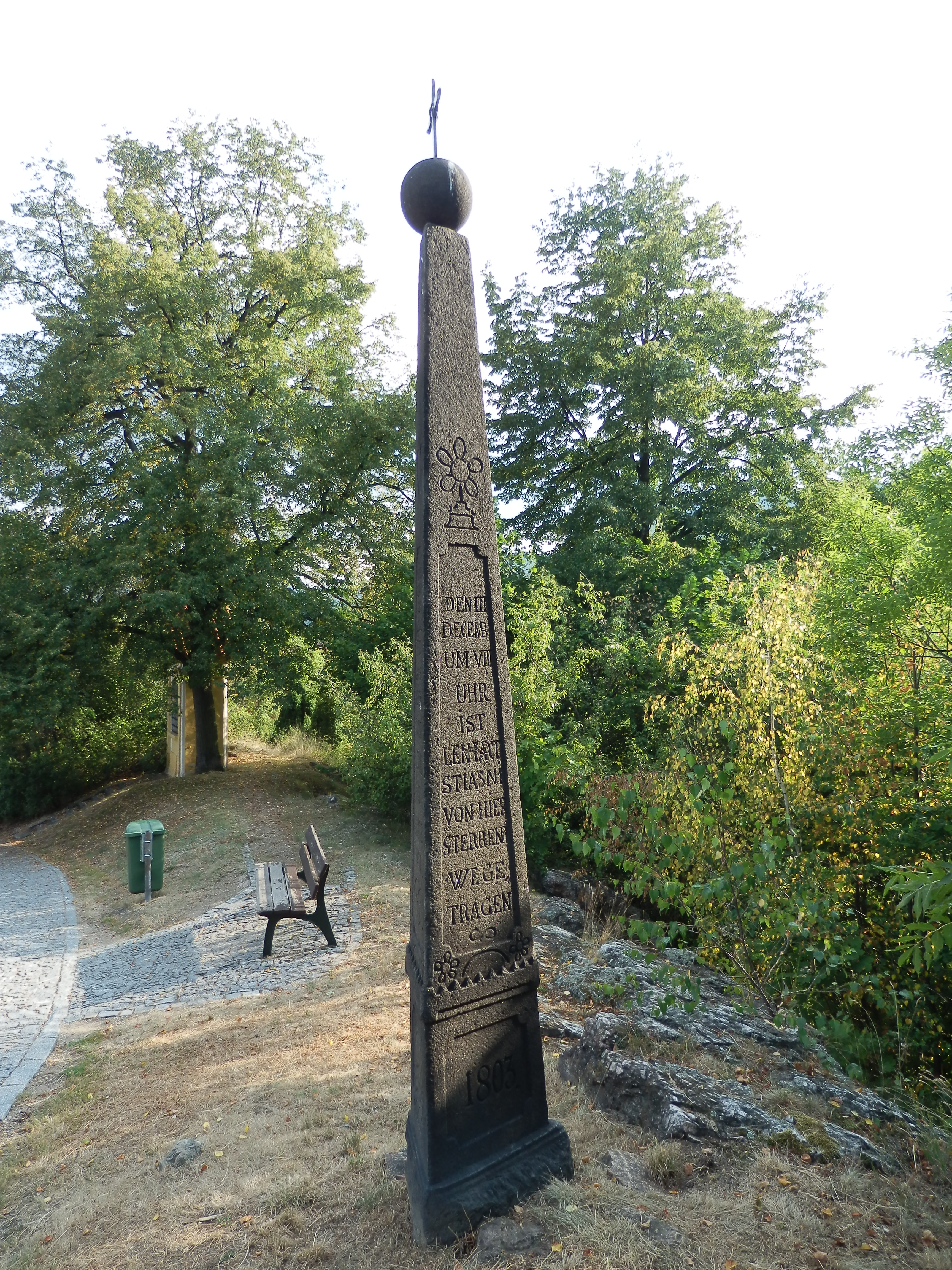
Pamětní jehlan z roku 1803
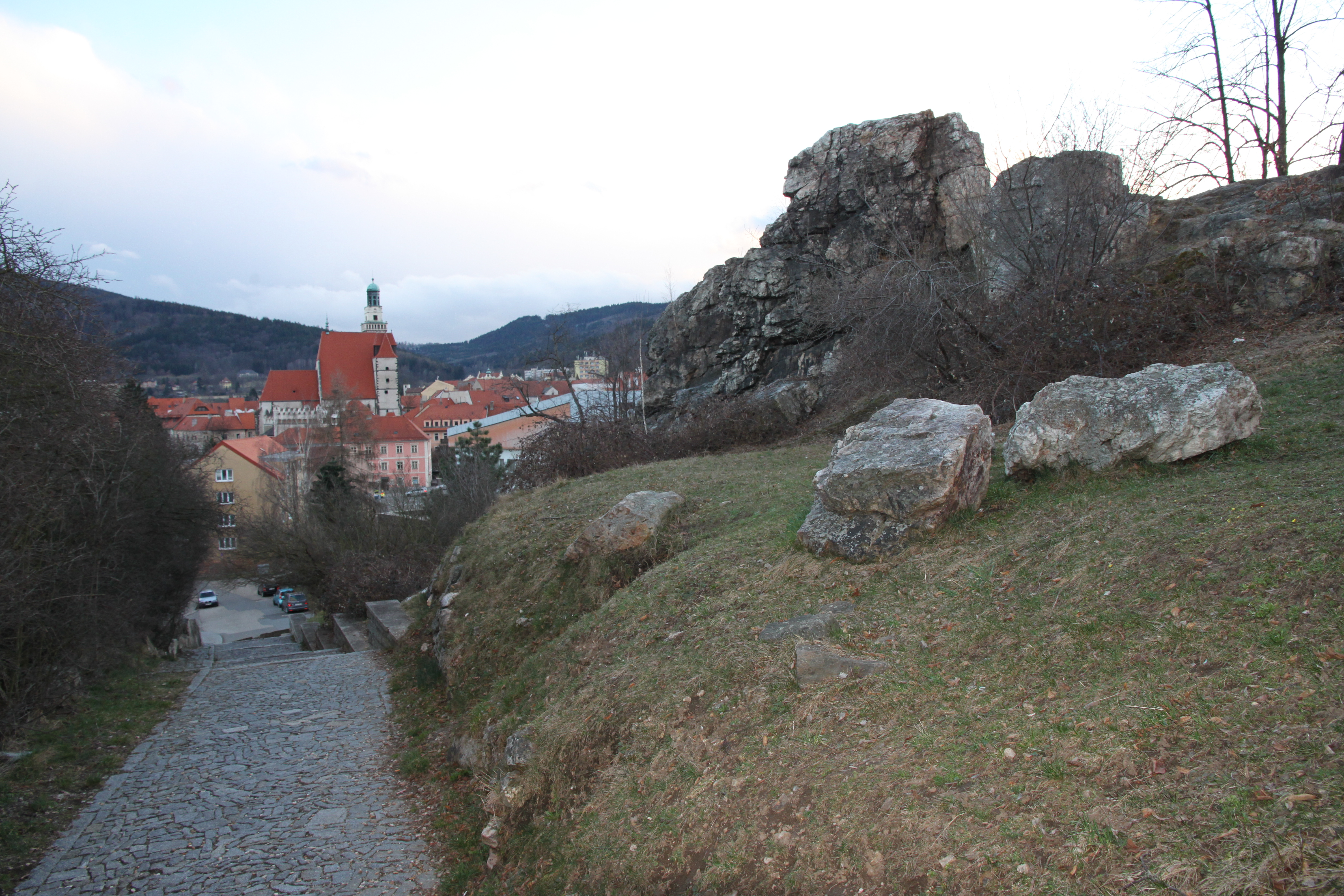
Žižkova skalka
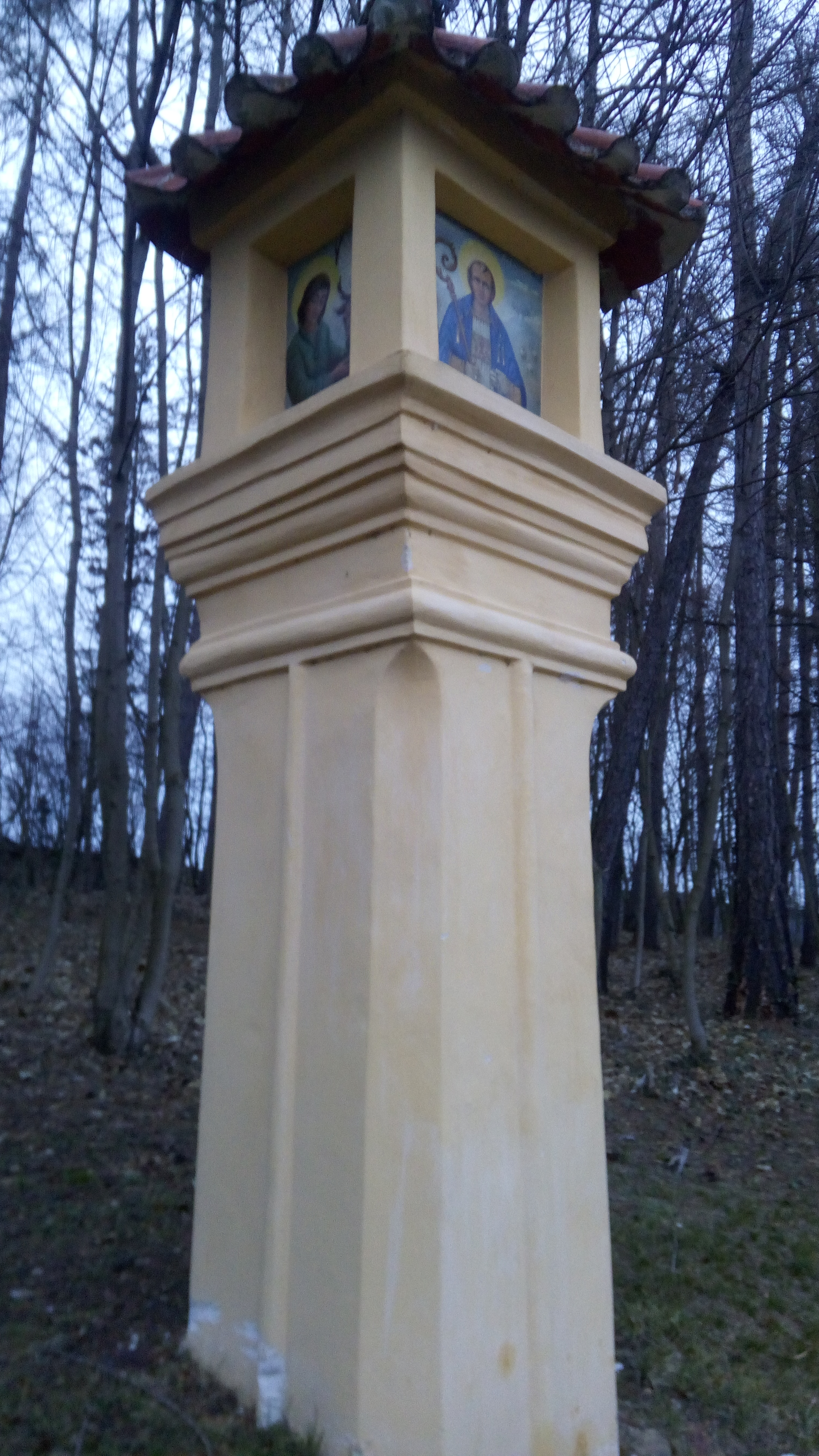
Boží muka VI, Svatopetrská cesta, Prachatice
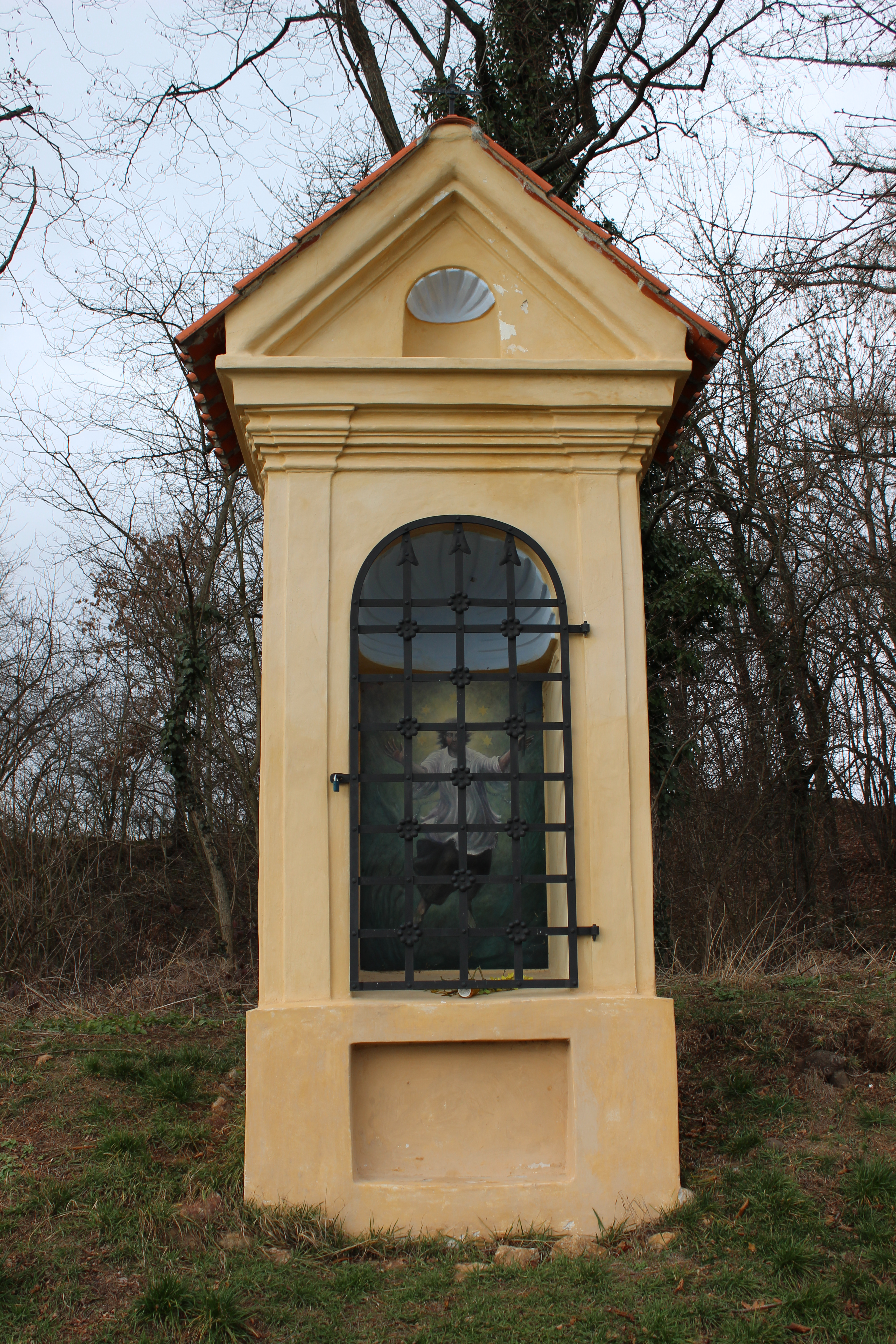
Výklenková kaple IV, Svatopetrská cesta, Prachatice
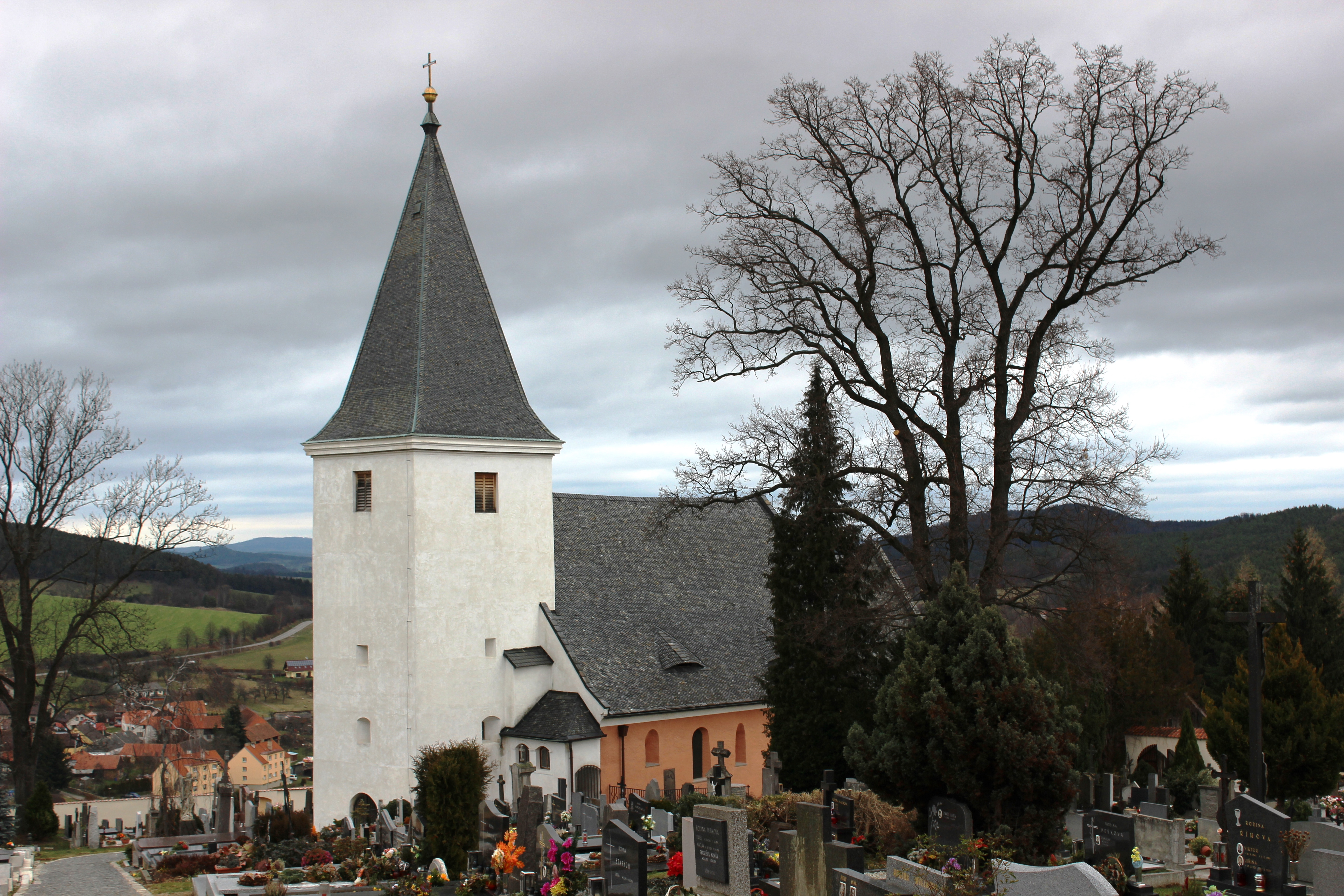
Kostel svatého Petra a Pavla, Staré Prachatice